# Trật tự thế giới mới
Thuật ngữ "Trật tự thế giới mới" đã được sử dụng để chỉ bất kỳ giai đoạn lịch sử mới nào chứng minh sự thay đổi mạnh mẽ trong tư tưởng chính trị thế giới và cán cân quyền lực. Mặc dù có nhiều cách hiểu khác nhau về thuật ngữ này, nó chủ yếu gắn liền với khái niệm ý thức hệ về quản trị toàn cầu chỉ trong ý nghĩa của những nỗ lực tập thể mới để xác định, hiểu hoặc giải quyết các vấn đề trên toàn thế giới vượt quá khả năng giải quyết của từng quốc gia.
Cụm từ "Trật tự thế giới mới" hoặc ngôn ngữ tương tự đã được sử dụng trong giai đoạn kết thúc Chiến tranh thế giới thứ nhất liên quan đến tầm nhìn của Woodrow Wilson vì hòa bình quốc tế;  Wilson kêu gọi Liên minh các quốc gia ngăn chặn sự xâm lược và xung đột. Cụm từ này được sử dụng một cách tiết kiệm vào cuối Thế chiến II khi mô tả các kế hoạch cho Liên Hợp Quốc và hệ thống Bretton Woods một phần vì các mối liên hệ tiêu cực của nó với Liên minh các quốc gia thất bại. Tuy nhiên, nhiều nhà bình luận đã áp dụng thuật ngữ hồi tố cho trật tự được đặt ra bởi những người chiến thắng trong Thế chiến II như là một "trật tự thế giới mới".
Ứng dụng được thảo luận rộng rãi nhất về cụm từ thời gian gần đây xuất hiện vào cuối Chiến tranh Lạnh. Tổng thống Liên Xô Mikhail Gorbachev và Tổng thống Hoa Kỳ George H. W. Bush đã sử dụng thuật ngữ này để cố gắng xác định bản chất của thời kỳ hậu Chiến tranh Lạnh và tinh thần hợp tác quyền lực tuyệt vời mà họ hy vọng có thể thành hiện thực. Công thức ban đầu của Gorbachev là phạm vi rộng và duy tâm, nhưng khả năng báo chí của ông bị hạn chế nghiêm trọng bởi cuộc khủng hoảng nội bộ của hệ thống Xô Viết. So sánh, tầm nhìn của Bush không bị thu hẹp: "Một trăm thế hệ đã tìm kiếm con đường khó nắm bắt này cho hòa bình, trong khi một ngàn cuộc chiến nổ ra trên khắp nỗ lực của con người. Ngày nay, thế giới mới đang vật lộn để sinh ra, một thế giới hoàn toàn khác với người mà chúng ta đã biết ". Tuy nhiên, với tình trạng đơn cực mới của Hoa Kỳ, tầm nhìn của Bush là thực tế khi nói rằng "không có sự thay thế nào cho sự lãnh đạo của Mỹ". Chiến tranh vùng Vịnh năm 1991 được coi là thử nghiệm đầu tiên của trật tự thế giới mới: "Bây giờ, chúng ta có thể thấy một thế giới mới xuất hiện. Một thế giới trong đó có triển vọng rất thực về trật tự thế giới mới. [... Chiến tranh vùng Vịnh đưa thế giới mới này vào thử nghiệm đầu tiên ".